# Idaea tineata
Idaea tineata là một loài bướm đêm trong họ Geometridae.